# ALIS-priset
ALIS-priset, tidigare Upphovsrättens hjälte, är ett pris som instiftades år 2002 av Administration av litterära rättigheter i Sverige (ALIS) och som sedan dess har delats ut årligen till upphovspersoner eller andra som gjort viktiga insatser för upphovsrätten. Prissumman är 25 000 kronor.

## Pristagare
- 2002 – Clas Thor, Mian Lodalen, Lennart Hellsing, Kerstin Hallert, CJ Charpentier och Hans Hederberg
- 2003 – Mårten Blomqvist och Magnus Carlsson
- 2004 – Astrid Jägfeldt och journalistklubben på Skånska Dagbladet
- 2005 – Claes Eriksson, Vilgot Sjöman och Karin Lidén, SvD:s journalistklubb
- 2006 – Per och Astrid Björgell
- 2007 – Den danska organisationen Samrådet for ophavsret
- 2008 – Ulrika Wallenström[3]
- 2009 – Carina Rydberg och Dick Harrison
- 2010 – Bob Hansson[4]
- 2011 – Astrid Lindgrens arvingar
- 2012 – Stefan Lindgren
- 2013 – Ing-Mari Gustafsson, Paul Håkansson, Lars Melin, Björn Nilsson, Jan Trost och Olle Vejde[5]
- 2014 – Cristina Gottfridsson
- 2015 – Union of Belarusian Writers
- 2016 – Frilans Riks
- 2017 – Margareta Eklöf[6]
- 2018 – Katrin Byréus
- 2019 – Molly Sandén[7]
- 2020 – Jack Werner[2]
- 2021 – Petra Gipp och Mikael Olsson[8]
- 2022 – Ove Renqvist[9]
- 2023 – Nova Gullberg Zetterstrand och Henrik Petersen[10]
- 2024 – Robert Kneschke[11]